# McKim, Mead & White

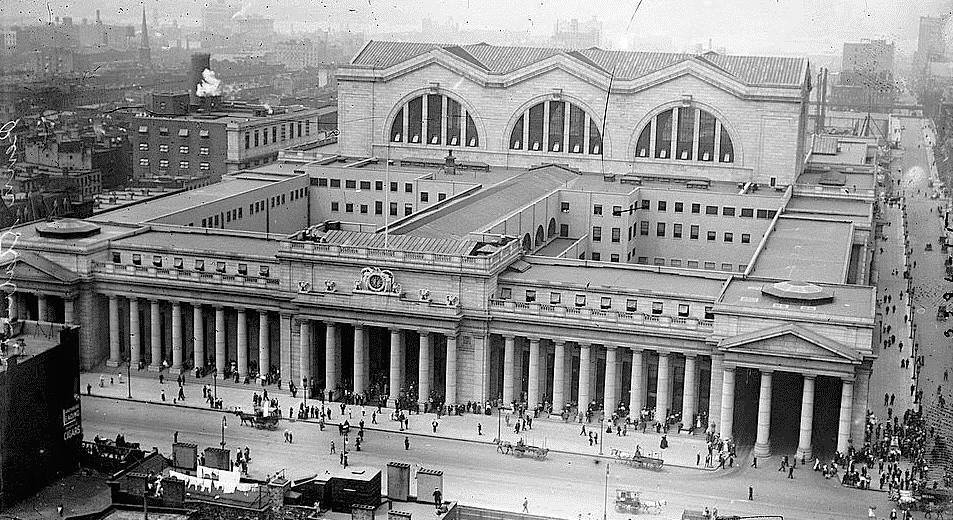
La Pennsylvania Station a New York nel 1911

McKim, Mead & White è stata un'importante società di architettura statunitense che prosperò a cavallo tra il XIX e il ventesimo secolo. I soci fondatori dell'azienda erano Charles Follen McKim (1847-1909), William Rutherford Mead (1846-1928) e Stanford White (1853-1906). Assunsero molti altri architetti, partner, collaboratori, progettisti e designers, che vennero alla ribalta durante o dopo la loro permanenza in azienda.

## Panoramica
Gli edifici di New York progettati dallo studio comprendono l'ex Stazione Pennsylvania a Manhattan, il Brooklyn Museum e il campus principale della Columbia University. Altrove nello Stato di New York e nel New England, l'azienda ha progettato college, biblioteche, scuole e altri edifici come la Boston Public Library e la Rhode Island State House a Providence. A Washington l'azienda rinnovò le ali occidentali e orientali della Casa Bianca e progettò il Roosevelt Hall (National War College) a Fort Lesley J. McNair e il National Museum of American History. Negli Stati Uniti, la ditta ha progettato edifici in Illinois, Michigan, Ohio, Pennsylvania, Tennessee, Washington e Wisconsin. Altri esempi sono in Canada, Cuba e Italia.

## Storia
McKim e Mead unirono le loro forze nel 1872. Furono raggiunti nel 1879 da White che, come McKim, aveva lavorato per l'architetto Henry Hobson Richardson. Il loro lavoro applicò i principi dell'architettura Beaux-Arts, adottando il vocabolario stilistico classico greco e romano filtrato attraverso l'École des Beaux-Arts parigina e il relativo movimento City Beautiful dopo il 1893 circa. La loro visione era di ripulire la confusione visiva delle città americane e conferire un senso di ordine e formalità durante la cosiddetta Gilded Age degli Stati Uniti.
Secondo uno studioso, "Scorrendo il mondo di McKim, Mead & White vi era un senso dell'esplorazione dei piaceri della vita. Un cerchio di intrattenimento bisessuale e omosessuale può essere rintracciato all'interno dell'ufficio. Il cerchio comprendeva Stanford White, [Augustus] Saint Gaudens, Joseph M. Wells, Frank Millet, Whitney Warren, Thomas Hastings e probabilmente [William R.] Mead e molti altri".
La società mantenne il suo nome per molto tempo dopo la morte dei soci fondatori White (1906), McKim (1909) e Mead (1928). Tra i lavori finali dello studio con il nome McKim, Mead & White ci fu il National Museum of American History di Washington. Progettato principalmente dal socio James Kellum Smith, fu inaugurato nel 1964. Smith morì nel 1961 e la ditta fu presto ribattezzata Steinmann, Cain and White. Nel 1971 divenne Walker O. Cain and Associates.

## Opere selezionate

### New York City
| Edificio                                             | Posizione                                     | Anno      | Caratteristiche | Immagine                                                               |
| ---------------------------------------------------- | --------------------------------------------- | --------- | --- | ---------------------------------------------------------------------- |
| Villard Houses                                       | 451 Madison Avenue, Manhattan                 | 1884      | |                                                                        |
| Harvard Club of New York                             | Manhattan                                     | 1894      | |                                                                        |
| 169 West 83° Street                                  | Manhattan                                     | 1885      | Architettura neoromanica di David H.King |                                                                        |
| Goelet Building                                      | 900 Broadway alla East 20th Street, Manhattan | 1897      | |                                                                        |
| Former New York Life Insurance Company Building      | Manhattan                                     | 1894-98   | Palazzo in stile rinascimentale in marmo bianco. La MMW rilevò l'incarico alla morte di Stephen D. Hatch nel 1894.                                                                |                                                                        |
| Madison Square Garden II                             | Madison Square, Manhattan                     | 1890      | secondo di quattro edifici conosciuti con questo nome; raso al suolo nel 1925 |                                                                        |
| Century Club                                         | New York City                                 | 1891      | |                                                                        |
| Cable Building                                       | 611 Broadway, New York City                   | 1893      | |                                                                        |
| West End Collegiate Church                           | West End Avenue, Manhattan                    | 1892      | Verifica attribuzione |                                                                        |
| Washington Arch                                      | Washington Square Park, New York City         | 1892      | |                                                                        |
| Metropolitan Club                                    | 1 East 60th St, NYC, New York                 | 1893      | |                                                                        |
| Prospect Park                                        | Brooklyn, New York                            | 1895-1900 | Varie caratteristiche tra cui Parade Place su Lookout Hill, il Peristilio, gli infissi in granito di Park Circle, Lullwater Bridge, il Maryland Monument del 1895 su Lookout Hill |                                                                        |
| Campus di Morningside Heights                        | Columbia University                           | 1893-1900 | Progetto generale ed i singoli edifici tra cui il Low Memorial Library, la Philosophy Hall, la John Jay Hall, l'Avery Hall, l'Hamilton Hall                                       |                                                                        |
| Campus della University Heights, New York University | Bronx                                         | 1891-1900 | Compresa l'Hall of Fame for Great Americans 1900, ora sito del Bronx Community College                                                                                            |                                                                        |
| Harmonie Club                                        | 4 East 60th Street, Manhattan                 | 1905      | |                                                                        |
| Edificio del New York Herald                         | Manhattan                                     | 1895      | raso al suolo nel 1921 |                                                                        |
| Brooklyn Museum                                      | Brooklyn                                      | 1895      | |                                                                        |
| University Club of New York                          | New York City                                 | 1899      | |                                                                        |
| Morgan Library & Museum                              | New York City                                 | 1903      | ingrandito nel 1928 |                                                                        |
| Sezioni della New York Public Library                | New York City                                 | 1902-1914 | progettate 11 sezioni tra cui l'Hamilton Grange Branch 1905-1906, 115° Street Branch 1907-1908                                                                                    | Exterior of Hamilton Grange Branch                                     |
| IRT Powerhouse                                       | New York City                                 | 1904      | |                                                                        |
| Prison Ship Martyrs' Monument                        | Brooklyn, New York                            | 1908      | |                                                                        |
| Knickerbocker Trust Building                         | 60 Broadway, Manhattan                        | 1909      | now razed |                                                                        |
| The Manhattan Municipal Building                     | 1 Centre Street, Manhattan                    | 1909-1915 | |                                                                        |
| Stazione di Pennsylvania                             | Manhattan                                     | 1910      | sopra una parte di edificio raso al suolo nel 1963 |                                                                        |
| 998 Fifth Avenue                                     | Manhattan                                     | 1912      | |                                                                        |
| Bellevue Hospital Center                             | Manhattan                                     | 1912      | |                                                                        |
| James Farley Post Office                             | Manhattan                                     | 1913      | spesso considerato il gemello architettonico della Pennsylvania Station di New York                                                                                               |                                                                        |
| Racquet and Tennis Club                              | Manhattan                                     | 1916-1918 | |                                                                        |
| Hotel Pennsylvania                                   | Manhattan                                     | 1919      | |                                                                        |
| Town Hall                                            | 123 West 43rd Street, Manhattan               | 1921      | |                                                                        |
| 110 Livingston Street                                | Brooklyn                                      | 1926      | ex Elks Lodge, ex sede del Dipartimento dell'Educazione di New York City |                                                                        |
| Savoy-Plaza Hotel                                    | Manhattan                                     | 1927      | raso al suolo nel 1965 | the large building at center, to the right of the taller, narrow spire |
| Liggett Hall                                         | Governors Island, New York                    | 1929      | |                                                                        |
| DeKalb Hall e Information Science Center             | Brooklyn                                      | 1955      | |                                                                        |
| North Hall presso il Pratt Institute                 | Brooklyn                                      | 1957      | |                                                                        |

### New England e Stato di New York
| Edificio                                                             | Posizione                                         | Anno      | Caratteristiche | Immagine               |
| -------------------------------------------------------------------- | ------------------------------------------------- | --------- | --- | ---------------------- |
| Newport Casino                                                       | Newport (Rhode Island)                            | 1880      | |                        |
| John Howard Whittemore House                                         | Naugatuck (Connecticut)                           | 1880s     | [ 7 ] |                        |
| Isaac Bell House                                                     | Newport (Rhode Island)                            | 1881-1883 | |                        |
| Cyrus McCormick summer estate, shingle-style                         | Richfield Springs, New York                       | 1882      | razed 1957 |                        |
| Emdalar Castle - Tickner Estate                                      | South Kingstown, Rhode Island                     | 1883      | Restored to its original condition in 2014. |                        |
| Narragansett Pier Casino                                             | Narragansett, Rhode Island                        | 1883      | |                        |
| Salem School (Naugatuck, Connecticut)                                | Naugatuck (Connecticut)                           | 1884      | [ 7 ] | about 1905             |
| Wolf's Head Society, "Old Hall"                                      | New Haven (Connecticut), Yale University          | 1884      | |                        |
| Charles J. Osborn Residence                                          | Mamaroneck, New York                              | 1885      | Mamaroneck Beach and Yacht Club since 1952 |                        |
| "Four Chimneys" Mansion                                              | New Rochelle                                      | ?         | |                        |
| John F. Andrew Mansion, 32 Hereford Street                           | Boston, Massachusetts                             | 1886      | |                        |
| William G. Low House                                                 | Bristol (Rhode Island)                            | 1887      | epitome of Shingle Style architecture; razed 1962 |                        |
| Algonquin Club                                                       | Boston                                            | 1888      | |                        |
| Johnston Gate, Harvard University                                    | Cambridge (Massachusetts)                         | 1889      | |                        |
| Fayerweather Hall, Amherst College                                   | Amherst (Massachusetts)                           | 1890      | |                        |
| Walker Art Building, Bowdoin College                                 | Brunswick, Maine                                  | 1894      | |                        |
| Whittemore Memorial Library                                          | Naugatuck (Connecticut)                           | 1894      | [ 7 ] |                        |
| Adams Power Plant Transformer House                                  | Niagara Falls (New York)                          | 1895      | |                        |
| Boston Public Library                                                | Boston                                            | 1895      | | Interior of Bates Hall |
| Dudley Pickman House, 303 Commonwealth Avenue (Bay Bay)              | Boston                                            | 1895      | |                        |
| Reid Hall, Manhattanville College                                    | Purchase (New York)                               | 1895      | |                        |
| Rhode Island State House                                             | Providence (Rhode Island)                         | 1895-1904 | |                        |
| Garden City Hotel                                                    | Garden City (New York)                            | 1895      | burned 1899 |                        |
| House for Frederick Vanderbilt, "Hyde Park"                          | Hyde Park                                         | 1895-1898 | |                        |
| Woodlea                                                              | Briarcliff Manor (New York)                       | 1895      | now Sleepy Hollow Country Club |                        |
| James L. Breese House "The Orchard"                                  | Southampton (New York)                            | 1897-1906 | |                        |
| Rosecliff                                                            | Newport (Rhode Island)                            | 1898-1902 | |                        |
| Harbor Hill                                                          | Long Island, New York                             | 1899-1902 | razed 1947 |                        |
| Symphony Hall                                                        | Boston, Massachusetts                             | 1900      | |                        |
| Hill-Stead Museum                                                    | Farmington (Connecticut)                          | 1901      | estate of Alfred Atmore Pope, designed with Theodate Pope Riddle |                        |
| Astor Courts                                                         | Rhinebeck (New York)                              | 1902-1904 | estate of John Jacob Astor |                        |
| Rockefeller Hall, Brown University                                   | Providence (Rhode Island)                         | 1904      | now Faunce House |                        |
| Naugatuck High School                                                | Naugatuck (Connecticut)                           | 1904      | Hillside Middle School since 1959 |                        |
| Waterbury Union Station                                              | 389 Meadow Street, Waterbury (Connecticut)        | 1909      | Stile neorinascimentale con torre dell'orologio ispirata alla Torre del Mangia di Siena, Italia |                        |
| Plymouth Rock portico                                                | Plymouth (Massachusetts)                          | 1920      | |                        |
| Foster Hall, University at Buffalo South Campus                      | Buffalo, New York                                 | 1921      | |                        |
| Harvard Business School                                              | Boston, Massachusetts                             | 1925      | |                        |
| Ira Allen Chapel, University of Vermont                              | Burlington (Vermont)                              | 1925      | |                        |
| Olin Memorial Library, Wesleyan University                           | Middletown (Connecticut)                          | 1925      | |                        |
| Memorial Chapel, Union College                                       | Schenectady, New York                             | 1925      | |                        |
| Lincoln Alliance Building                                            | Rochester (New York)                              | 1926      | |                        |
| Rochester Savings Bank                                               | Rochester (New York)                              | 1927      | |                        |
| George Eastman House Museum National Historic Site                   | Rochester (New York)                              | c.1903    | Mr. Eastman hired McKim, Mead & White to design the interior of his Georgian Colonial Revival Mansion which was nearly an exact, large scale duplicate of the Robert Root House that was built by the firm in Buffalo, New York c.1894 | [ 10 ]                 |
| Burlington City Hall                                                 | Burlington (Vermont)                              | 1928      | |                        |
| Levermore Hall, Blodgett Hall, and Woodruff Hall, Adelphi University | Garden City (New York)                            | 1929      | |                        |
| Schenectady City Hall                                                | Schenectady (New York)                            | 1931-1933 | |                        |
| The Little Red Schoolhouse, Amherst College                          | Amherst (Massachusetts)                           | 1937      | |                        |
| Housatonic Railroad Station                                          | U.S. Route 7, Stockbridge (Massachusetts)         | 1893      | English Gothic Revival style, stone |                        |
| New York Central Railroad Station                                    | Ardsley Avenue and Hudson Road, Ardsley-on-Hudson | 1895      | Shingle Style with Tudor and Romanesque Revival elements |                        |
| Park Lane Apartments                                                 | Mount Vernon, New York                            | 1929      | |                        |
| The Cedars/Lord's Castle Remodel                                     | Piermont (New York)                               | 1892      | "The original gable ends were stepped, the pointy "Gothick" windows were Edwardianized, the wooden porches reconstructed in stone, the tower on the west capped with a conical roof, the forest of delicate chimney pots combined and bulked up, and the reconfigured interior given heavy doses of classical columns, balusters, dadoes, fireplaces and moldings." |                        |

### New Jersey
| Edificio                                                           | Posizione                                               | Anno      | Caratteristiche                                                                                             | Immagine |
| ------------------------------------------------------------------ | ------------------------------------------------------- | --------- | --- | -------- |
| Florham Campus Archiviato il 1º febbraio 2014 in Internet Archive. | Fairleigh Dickinson University                          | 1897      | originally "Florham", the estate of Hamilton Twombly and Florence Vanderbilt, one of many Vanderbilt houses |          |
| Orange Public Library                                              | Orange (New Jersey)                                     | 1901      | |          |
| St. Peter's Episcopal Church                                       | Morristown (New Jersey)                                 | 1889-1913 | English-medieval style parish church.                                                                       |          |
| FitzRandolph Gate                                                  | Princeton (New Jersey)                                  | 1905      | The official entrance of Princeton University                                                               |          |
| University Cottage Club                                            | Princeton University, Princeton (New Jersey)            | 1906      | One of the Eating clubs at Princeton University                                                             |          |
| Pennsylvania Station                                               | Raymond Plaza West at Market Street, Newark, New Jersey | 1935      | Art déco style                                                                                              |          |

### Washington, D.C.
| Edificio                             | Posizione                                  | Anno      | Caratteristiche                             | Immagine          |
| ------------------------------------ | ------------------------------------------ | --------- | ------------------------------------------- | ----------------- |
| White House, West Wing and East Wing | 1600 Pennsylvania Avenue, Washington, D.C. | 1903      | Renovation                                  | West wing c. 1909 |
| Roosevelt Hall, National War College | Fort Lesley J. McNair, Washington, D.C.    | 1903-1907 |                                             |                   |
| National Museum of American History  | Washington, D.C.                           | 1964      |                                             |                   |
| Patterson Mansion                    | 15 Dupont Circle NW                        | 1903      |                                             |                   |
| St. John's Church, Lafayette Square  | 1525 H St NW, Washington, DC 20005         | 1919      | Renovation                                  |                   |
| Pedestal, Jeanne d'Arc               | Meridian Hill Park                         | 1922      | Measures about 10 feet long and 6 feet high |                   |

### Altri luoghi negli Stati Uniti
| Edificio                                                                  | Posizione                         | Anno        | Caratteristiche                                                          | Immagine |
| ------------------------------------------------------------------------- | --------------------------------- | ----------- | ------------------------------------------------------------------------ | -------- |
| First Methodist Episcopal Church, Lovely Lane United Methodist Church     | Baltimora                         | 1884        |                                                                          |          |
| Cramond                                                                   | Tredyffrin Township, Pennsylvania | 1886        |                                                                          |          |
| McKelvy House (formerly "Oakhurst"), Lafayette College, College Hill      | Easton (Pennsylvania)             | 1888        | [ 15 ]                                                                   |          |
| New York Life Insurance Building                                          | Kansas City, Missouri             | 1890        |                                                                          |          |
| Open Gates, George Sealy Mansion                                          | Galveston, Texas                  | 1891        |                                                                          |          |
| Germantown Cricket Club                                                   | Filadelfia, Pennsylvania          | 1891        |                                                                          |          |
| The Agricultural Building at the World Columbian Exposition               | Chicago, Illinois                 | 1893        |                                                                          |          |
| Old Cabell Hall, Cocke Hall, and Rouss Hall, University of Virginia       | Charlottesville                   | 1898 approx |                                                                          |          |
| Savoyard Centre                                                           | Detroit, Michigan                 | 1900        | originally State Savings Bank; National Register of Historic Places 1982 |          |
| Protection of the Flag Monument                                           | Athens, Pennsylvania              | 1900-1902   |                                                                          |          |
| English Building, University of Illinois at Urbana-Champaign              | Champaign, Illinois               | 1905        |                                                                          |          |
| Carr's Hill, or University of Virginia President's House                  | Charlottesville, Virginia         | 1906        |                                                                          |          |
| Omaha National Bank Building                                              | Omaha, Nebraska                   | 1906        | originally the New York Life Building, 1889)                             |          |
| Girard Bank                                                               | Filadelfia, Pennsylvania          | 1908        |                                                                          |          |
| Fayette National Bank Building                                            | Lexington, Kentucky               | 1914        |                                                                          |          |
| Minneapolis Institute of Arts                                             | Minneapolis, Minnesota            | 1915        |                                                                          |          |
| Peabody Demonstration School                                              | Nashville, Tennessee              | 1915        | now University School of Nashville                                       |          |
| National McKinley Birthplace Memorial Library and Museum                  | Niles, Ohio                       | 1915        |                                                                          |          |
| Butler Institute of American Art                                          | Youngstown, Ohio                  | 1919        | listed on National Register of Historic Places                           |          |
| Cohen Memorial Hall (Vanderbilt Fine Arts Gallery), Vanderbilt University | Nashville, Tennessee              | 1928 approx |                                                                          |          |
| Milwaukee County Courthouse                                               | Milwaukee, Wisconsin              | 1931        |                                                                          |          |
| Chittenden Hall, University of Vermont                                    | Burlington (Vermont)              | 1947        |                                                                          |          |
| Dietrich Hall, now Steinberg-Dietrich Hall, University of Pennsylvania    | Pennsylvania                      | 1952        |                                                                          |          |
| University of North Carolina, Chapel Hill                                 | Chapel Hill, Carolina del Nord    | 1929        | Expansion of campus                                                      |          |

### Altre nazioni
| Edificio                               | Posizione          | Anno      | Caratteristiche | Immagine |
| -------------------------------------- | ------------------ | --------- | --------------- | -------- |
| Bank of Montréal Head Office           | Montreal           | 1901-1905 | additions       |          |
| Bank of Montreal Building              | Winnipeg, Manitoba | 1913      |                 |          |
| American Academy in Rome Main Building | Roma, Italia       | 1914      |                 |          |
| Hotel Nacional de Cuba                 | L'Avana, Cuba      | 1930      |                 |          |

## Architetti importanti di McKim, Mead e White
- Henry Bacon - worked at the firm from about 1886 through 1897; left with fellow employee James Brite to open their own office.
- William A. Boring - worked at the firm in 1890 before forming a separate partnership with Edward Lippincott Tilton.
- Charles Lewis Bowman - a draftsman at the firm until 1922, noted for his large number of private residences throughout Westchester County, New York including Bronxville, Pelham Manor, Mamaroneck and New Rochelle.
- A. Page Brown - worked with the firm beginning in the 1880s; went to California, where he was known for the San Francisco Ferry Building.
- Walker O. Cain - worked at the firm; he took it over in 1961 and renamed it several times.
- J.E.R. Carpenter - worked at the firm for several years before designing much of upper Fifth and Park Avenues, including 907 Fifth Avenue, 825 Fifth Avenue, 625 Park Avenue, 550 Park Avenue and the Lincoln Building on 42nd Street.
- John Merven Carrère (1858-1911) - worked with McKim, Mead & White from 1883 through 1885, then joined Thomas Hastings to form the firm Carrère and Hastings.
- Thomas Harlan Ellett (1880-1951).
- Cass Gilbert - worked with the firm until 1882, when he went to work with James Knox Taylor; later designed many notable structures, among them the George Washington Bridge and the Woolworth Building.
- Arthur Loomis Harmon - later of Shreve, Lamb and Harmon.
- Thomas Hastings (1860-1929) - of Carrère and Hastings, worked with McKim, Mead & White from 1883 through 1885.
- John Galen Howard (1864-1931)
- John Mead Howells (1868-1959)
- William Mitchell Kendall (1856 - 1941), worked with the firm from 1882 until his death.
- Harrie T. Lindeberg - started at the firm in 1895 as an assistant to Stanford White and remained with the firm until White's death in 1906.
- Austin W. Lord - worked with the firm in 1890-94 on designs for Brooklyn Museum of Arts and Sciences, the Metropolitan Club, and buildings at Columbia University
- Harold Van Buren Magonigle (1867-1935)
- Albert Randolph Ross
- Philip Sawyer (1868-1949)
- James Kellum Smith (1893-1961) - a member of the firm from 1924 to 1961; full partner in 1929, and the last surviving partner of MM&W. He primarily designed academic buildings, but his last major work was the National Museum of American History.
- Egerton Swartwout of Tracy and Swartwout - both Tracy and Swartwout worked together for the firm on multiple projects prior to starting their own practice.
- Edward Lippincott Tilton - helped design the Boston Public Library in 1890 before leaving with Boring.
- Robert von Ezdorf - took over much of the firm's business after White's death.
- Joseph M. Wells (1853-1890) -  worked as firm's first Chief Draftsman from 1879-90; often considered to be the firm's "fourth partner", and largely responsible for its Renaissance Revival designs in 1880s.
- William M. Whidden - worked at the firm from at least 1882 until 1888; projects included the Tacoma and Portland hotels in Washington and Oregon, respectively; moved to Portland, Oregon, in 1888 to finish the hotel and established his own firm with Ion Lewis
- York and Sawyer - Edward York (1863-1928) and Philip Sawyer (1868-1949) worked together for the firm before starting their own partnership in 1898.